# Selección de fútbol de Surinam
La selección de fútbol de Surinam es el equipo representativo de Surinam para las competencias internacionales. Está dirigida por la Federación de Fútbol de Surinam (Surinaamse Voetbal Bond) que a su vez está afiliada a la Concacaf.
Muchos jugadores nacidos surinameses o de ascendencia surinamesa han llegado a ser futbolistas de primer nivel en las principales ligas europeas aunque, por desgracia para el equipo, la mayoría optó por jugar para los Países Bajos. Aquella lista incluye por ejemplo a Edgar Davids, Clarence Seedorf, Jimmy Floyd Hasselbaink, Virgil van Dijk, Aron Winter, Ruud Gullit, Frank Rijkaard, Georginio Wijnaldum y Patrick Kluivert.
Si bien Surinam se halla situado en la costa nordeste de Sudamérica, es miembro de la Concacaf y no de la Conmebol. La razón estriba en las abismales diferencias de nivel entre esta selección y sus pares sudamericanos. Según comenta el secretario general de la SVB, Ewald Gefferie: "En la Concacaf tiene dificultades para imponerse, pero en la Conmebol no tendría ninguna posibilidad (...) Basándonos en nuestro nivel de desarrollo, optamos por adherirnos a la Concacaf, donde existen países con diferentes niveles de juego. Hemos considerado igualmente la posibilidad de participar en las competiciones sudamericanas, pero debido a nuestra calidad de juego actual no nos pareció adecuado enfrentarnos a esos gigantes".
Surinam nunca logró clasificarse para la Copa Mundial de Fútbol (disputó trece eliminatorias), ni para los Torneos Olímpicos de Fútbol, ni para otras competiciones de la FIFA. Clasificó a su primera Copa de Oro de la Concacaf en la edición del 2021, en su predecesora, la Copa Concacaf de naciones, en dos ocasiones (1977 y 1985). También participó en los Juegos Panamericanos de 1991, pero fue eliminada en primera ronda.

Por último aunque su mejor resultado en la Copa del Caribe fue 4° en 1994 y 1996, Surinam consiguió ganar la primera edición del Campeonato de la CFU en 1978.
Para intentar potenciar la selección y poder contar con los jugadores de origen surinamés nacidos o criados en el exterior fundamentalmente en los Países Bajos, el gobierno ha estado trabajando en una ley que permita aprobar convenios de doble nacionalidad con otros países. A la vez mientras esta situación legal no se resuelva se ha creado una selección paralela, formada por jugadores neerlandeses de origen surinamés, que ha jugado ya varios partidos no oficiales. En noviembre de 2019 se dio luz verde por parte de la FIFA para que los jugadores de origen surinamés nacidos o criados en el exterior puedan defender los colores del equipo nacional de Surinam y así poder armar un seleccionado de buen nivel con vistas a un proyecto a largo plazo.

## Historia

### De 1920 a 1975
La Federación Surinamesa de Fútbol llamada "Surinaamse Voetbal Bond" (SVB) fue fundada en 1920 y se afilió a la FIFA en 1929. Cuyo primer partido tuvo lugar el 28 de enero de 1921, enfrentando en un amistoso a la selección de fútbol de Guyana, que por aquel entonces se denominaba "Guayana Británica". El encuentro finalizó con derrota por el marcador de 1:2.
Con motivo del torneo preliminar rumbo al Mundial de 1938, Surinam fue en un primer tiempo excluida por la FIFA, el 9 de abril de 1938, aparentemente por razones administrativas. Ante la protesta de los surinameses, fueron reintegrados por la FIFA para disputar un triangular junto a sus pares de Cuba y Costa Rica. Sin embargo tuvieron que retirarse por razones financieras.
Ausente de las eliminatorias mundialistas hasta la década de 1960, Surinam disputó entretanto el torneo de Copa CCCF de 1961 donde finalizó en cuarto lugar, siendo su única participación en este torneo regional que desapareció tras la creación de la CONCACAF, órgano al cual se afilió en 1965. En las eliminatorias para el Mundial de 1962, Surinam fue eliminada por su similar de Antillas Neerlandesas (1:2 en Paramaribo y 0:0 en Willemstad). Para las clasificatorias al Mundial de 1966, encuadrada en el grupo 3, junto a sus pares de Costa Rica y Trinidad y Tobago, Surinam solo pudo derrotar en casa a Trinidad y Tobago (por 6:1), perdiendo sus demás partidos, dejando que Costa Rica avanzara a la siguiente fase.
En el verano de 1969, enfrentó al seleccionado de Dinamarca en un amistoso en Paramaribo, y se impuso por 2 a 1, siendo al momento su primer y único triunfo ante un seleccionado de la UEFA.
En las eliminatorias rumbo al Mundial de 1970, fue eliminada en primera ronda, en el grupo 4, finalizando detrás de El Salvador y por delante de las Antillas Neerlandesas. Cuatro años más tarde, emparejada en el grupo 6 de la primera ronda del torneo preliminar hacia el Mundial de 1974, Surinam fue nuevamente eliminada en esa instancia y tuvo que contentarse del segundo lugar por detrás de Trinidad y Tobago, superando a Antigua y Barbuda.

### De 1975 a 1990
Consumada la independencia política del país en noviembre de 1975, Surinam superó las rondas eliminatorias previo al Mundial de 1978, hasta llegar a la ronda final que coincidía con el Campeonato Concacaf de 1977, torneo al que Surinam accedía por primera vez. Sin embargo los Suriboys pagaron el "derecho de piso", al terminar últimos del certamen, con 5 derrotas en 5 partidos disputados y con la peor derrota encajada en su historia: el 8:1 que le propinó México, el 15 de octubre de 1977. Sin embargo, Surinam terminó la década de 1970 con una sonrisa, al coronarse campeones de la I edición del Campeonato de la CFU, en 1978. Finalizarían terceros en la II edición del certamen, en 1979.
En las eliminatorias al Mundial de 1982, Surinam fue emparejada en el grupo A de la zona caribeña junto a Cuba y su vecina Guyana. Finalizó en 2° lugar, con 5 puntos, dejando que Cuba con (8 puntos) avanzara a la ronda final. En el Campeonato Concacaf de 1985, logró acceder a la primera fase, tras dejar en el camino a Guyana. Pero no pudo superar esa instancia, finalizando en el último lugar, detrás de Honduras y El Salvador. No participó en el Campeonato Concacaf de 1989, ni en la I edición de la Copa del Caribe de 1989.
El 7 de junio de 1989 tuvo lugar una de las peores tragedias aéreas relacionadas con el fútbol ya que 15 jugadores de fútbol perdieron la vida como consecuencia del accidente del vuelo 764 de Surinam Airways. En total fallecieron 176 de los 187 pasajeros. Los jugadores pertenecían a una selección constituida por futbolistas de origen surinamés que se desempeñaban en el fútbol profesional de los Países Bajos y que viajaban a su país de origen con la finalidad de disputar una serie de amistosos de exhibición. Se hacían llamar Colorful 11. Algunos jugadores destacados como Ruud Gullit, Frank Rijkaard o Aron Winter se salvaron al no obtener el permiso de sus respectivos clubes. Otros como Hennie Meijer o Stanley Menzo desacataron a sus clubes aunque se salvaron al coger un vuelo distinto al de la nave siniestrada. En el vuelo también fallecieron la madre y hermana de Romeo Castelen —futuro internacional neerlandés— que apenas tenía 6 años en el momento de la tragedia.

### De 1990 a 2010
Surinam tuvo que esperar la IV edición de la Copa del Caribe, en 1992, para disputar la fase final aunque quedó eliminada en primera ronda. Sin embargo alcanzó la ronda semifinal en los torneos de 1994 y 1996, apeada por Trinidad y Tobago y Cuba respectivamente. Paralelamente, regresó a las clasificatorias rumbo al Mundial de 1994 donde eliminó a Guyana antes de caer a su vez ante San Vicente y las Granadinas. En las eliminatorias al Mundial de 1998, fue apeada por Jamaica que la derrotó en los dos partidos de ida y vuelta por el mismo marcador de 1:0.
Iniciada la década del 2000, Surinam fue eliminada en primera fase del torneo preliminar al Mundial de 2002 por Cuba. Lograría participar por cuarta vez (y última hasta la fecha) a la Copa del Caribe de 2001 aunque no superó la primera fase. Para las eliminatorias rumbo al Mundial de 2006, después de superar ampliamente a Aruba con un resultado global de 10:2, Surinam cayó ante Guatemala con un marcador global de 4:2.
La situación mejoraría con motivo de las clasificatorias al Mundial de 2010 ya que Surinam llegó a la tercera fase después de dejar en el camino a Montserrat y Guyana. En esta instancia, encuadrada en el grupo 3 junto a sus pares de Costa Rica, El Salvador y Haití, Surinam solo pudo cosechar dos empates ante Haití, tanto en Puerto Príncipe (2:2) como en Paramaribo (1:1), resultados que la condenaron al último lugar del grupo.

### A partir de 2010
En el torneo preliminar rumbo al Mundial de 2014, Surinam disputó directamente la segunda ronda, en el grupo A, en compañía de El Salvador, República Dominicana e Islas Caimán. No tuvo una buena presentación, finalizando en 3° lugar, sin opciones de avanzar a la tercera ronda.
Para la Copa del Caribe de 2014 tampoco tuvo digna actuación participando de una sola ronda donde Bonaire le encajó un histórico 3-2 (selección que luego perdió por goleada sus otros 2 partidos), y dos empates frente a Barbados y Martinica lo dejaron eliminado.

### Actualidad
En 2019 compitió en la división B de la edición inaugural de la Liga de Naciones de la Concacaf. El 5 de septiembre enfrentó a Dominica de visitante y venció por 2 a 1, para luego golear por 6 a 0 a Nicaragua el día 8 en Managua. El 11 de octubre empata con San Vicente por 2 a 2 luego de ir ganando 2 a 0; sin embargo, el 14 termina cayendo en Managua por 1 a 0 y complica su disputa por el ascenso. El 15 de noviembre logra recuperarse y vence por 4 a 0 a Dominica pero no logra recuperar la cima del grupo. Finalmente, el día 18 visita a Nicaragua y en un agónico encuentro logra vencerlo por 2 a 1; por su parte, Dominica venció a San Vicente y le permitió a Surinam ser el vencedor del grupo D y obtener el ascenso. Además, Gleofilo Vlijter resultó ser el goleador de la Liga B con 10 goles.
A principios de 2021, tras la vuelta del fútbol luego de las interrupciones producidas por la pandemia de covid-19, comienza la disputa de la primera fase de la clasificación a la Copa del Mundo y participa en el Grupo B. Inicia su participación con 2 cómodos triunfos: por 3 a 0 ante Islas Caimán el 24 de marzo; y por 6 a 0 ante Aruba en Orlando el día 27, con triplete de Hasselbaink. El 4 de junio se afirma como candidato a entrar al octogonal al vencer por 6 a 0 a Bermudas en Paramaribo, con otro hattrick de Hasselbaink. El día 8 en Bridgeview, enfrenta a una renovada Canadá en la necesidad de ganar debido a la diferencia de gol; finalmente, los norteamericanos terminaron venciendo por 4 a 0 y se clasificaron a los playoff por una de las 3 plazas al octogonal, donde luego obtendrían el primer lugar.
En su derecho obtenido en la Liga de Naciones, participó en el Grupo C de la Copa Oro de la Concacaf. El 12 de julio hizo su debut ante Jamaica, cayendo por 2 a 0. El día 16 la situación parecía revertirse cuando Vlijter abre el marcador ante Costa Rica, pero los ticos consiguen dar vuelta el marcador y por 2 a 1 dejan afuera de la copa a los sudamericanos. El día 20 se despide de la competición triunfando por 2 a 1 ante Guadalupe y finalizar tercero en el grupo.
El 4 de julio de 2022 hace su debut en el Grupo A de la Liga A de la Liga de Naciones, igualando por 1 a 1 con Jamaica en Paramaribo. Sin embargo, el día 7 cae por 3 a 1 en Kingston, y el día 10 cae por 3 a 0 ante México en Torreón, dejando a los sudamericanos en zona de descenso. En marzo de 2023 se jugaron las últimas fechas y Surinam recibió a México en su último encuentro cayendo por 2 a 0 y finalizando en la última posición del grupo. Pese a ello mantuvo la categoría debido a la expansión para la próxima edición suprimiendo los descensos y aumentando la cantidad de partipantes en la Liga A de 12 a 16 equipos.

## Uniforme

### Uniforme Titular
| 2011 - 2015 | 2015 - 2016 | 2021 - 2024 | 2025 |

### Uniforme Alternativo
| 2011 - 2015 | 2015 - 2016 | 2021 | 2025 |

## Últimos partidos y próximos encuentros
Actualizado al último partido jugado el 22 de junio de 2025
| Fecha      | Ciudad              | Local           | Resultado | Visitante   | Competición                     |
| ---------- | ------------------- | --------------- | --------- | ----------- | ------------------------------- |
| 19-11-2024 | Toronto             | Canadá          | 3:0       | Surinam     | Liga Naciones Concacaf 24/25    |
| 21-03-2025 | Paramaribo          | Surinam         | 1:0       | Martinica   | Clasificación Copa Oro 2025     |
| 25-03-2025 | Fort-de-France      | Martinica       | 0:1       | Surinam     | Clasificación Copa Oro 2025     |
| 06-06-2025 | Paramaribo          | Surinam         | 1:0       | Puerto Rico | Clasificación Copa Mundial 2026 |
| 10-06-2025 | San Salvador        | El Salvador     | 1:1       | Surinam     | Clasificación Copa Mundial 2026 |
| 15-06-2025 | San Diego           | Costa Rica      | 4:3       | Surinam     | Copa Oro 2025                   |
| 18-06-2025 | Arlington           | Surinam         | 0:2       | México      | Copa Oro 2025                   |
| 22-06-2025 | Arlington           | Rep. Dominicana | 0:0       | Surinam     | Copa Oro 2025                   |
| -09-2025   | Paramaribo          | Surinam         | -:-       | Panamá      | Clasificación Copa Mundial 2026 |
| -09-2025   | San Salvador        | El Salvador     | -:-       | Surinam     | Clasificación Copa Mundial 2026 |
| -10-2025   | Paramaribo          | Surinam         | -:-       | Guatemala   | Clasificación Copa Mundial 2026 |
| -10-2025   | Ciudad de Panamá    | Panamá          | -:-       | Surinam     | Clasificación Copa Mundial 2026 |
| -11-2025   | Paramaribo          | Surinam         | -:-       | El Salvador | Clasificación Copa Mundial 2026 |
| -11-2025   | Ciudad de Guatemala | Guatemala       | -:-       | Surinam     | Clasificación Copa Mundial 2026 |

## Futbolistas

### Última convocatoria
Lista de 26 jugadores convocados para disputar la Copa de Oro de la Concacaf 2025.
| No. | Pos. | Jugador                | Fecha de nacimiento (edad)         | Apa. | Goles | Club                |
| --- | ---- | ---------------------- | ---------------------------------- | ---- | ----- | ------------------- |
| 1   | POR  | Warner Hahn            | 15 de junio de 1992 (33 años)      | 25   | 0     | Hammarby IF         |
| 13  | POR  | Jonathan Fonkel        | 15 de abril de 2005 (20 años)      | 0    | 0     | Robinhood           |
| 23  | POR  | Etienne Vaessen        | 26 de julio de 1995 (29 años)      | 7    | 0     | Groningen           |
| 26  | POR  | Ishan Kort             | 1 de junio de 2000 (25 años)       | 1    | 0     | Hebar Pazardzhik    |
|     |      |                        |                                    |      |       |                     |
| 2   | DEF  | Anfernee Dijksteel     | 27 de octubre de 1996 (28 años)    | 11   | 0     | Middlesbrough       |
| 3   | DEF  | Liam van Gelderen      | 23 de marzo de 2001 (24 años)      | 9    | 0     | RKC Waalwijk        |
| 5   | DEF  | Ridgeciano Haps        | 12 de junio de 1993 (32 años)      | 22   | 2     | Venezia             |
| 12  | DEF  | Myenty Abena           | 12 de diciembre de 1994 (30 años)  | 23   | 1     | Spartak Moscú       |
| 15  | DEF  | Yannick Leliendal      | 23 de abril de 2002 (23 años)      | 0    | 0     | Volendam            |
| 17  | DEF  | Djevencio van der Kust | 30 de abril de 2001 (24 años)      | 13   | 2     | Sparta Rotterdam    |
| 19  | DEF  | Shaquille Pinas        | 19 de marzo de 1998 (27 años)      | 26   | 3     | Hammarby IF         |
|     |      |                        |                                    |      |       |                     |
| 4   | MED  | Dion Malone            | 13 de febrero de 1989 (36 años)    | 25   | 0     | Karmiotissa         |
| 6   | MED  | Immanuel Pherai        | 25 de abril de 2001 (24 años)      | 9    | 2     | Hamburgo            |
| 8   | MED  | Justin Lonwijk         | 21 de diciembre de 1999 (25 años)  | 9    | 3     | Viborg FF           |
| 10  | MED  | Denzel Jubitana        | 6 de mayo de 1999 (26 años)        | 8    | 1     | Atromitos           |
| 14  | MED  | Jean-Paul Boëtius      | 22 de marzo de 1994 (31 años)      | 1    | 0     | Darmstadt           |
| 16  | MED  | Renske Adipi           | 1 de agosto de 1999 (25 años)      | 7    | 0     | Transvaal           |
| 18  | MED  | Jayden Turfkruier      | 25 de septiembre de 2002 (22 años) | 3    | 0     | Telstar Velsen      |
| 22  | MED  | Kenneth Paal           | 24 de junio de 1994 (31 años)      | 14   | 2     | Queens Park Rangers |
| 24  | MED  | Dhoraso Klas           | 30 de enero de 2001 (24 años)      | 7    | 0     | Iberia 1999         |
|     |      |                        |                                    |      |       |                     |
| 7   | DEL  | Gyrano Kerk            | 2 de diciembre de 1995 (29 años)   | 8    | 1     | Antwerp             |
| 9   | DEL  | Richonell Margaret     | 7 de julio de 2000 (24 años)       | 4    | 0     | RKC Waalwijk        |
| 11  | DEL  | Shaquille Stein        | 7 de julio de 2000 (24 años)       | 0    | 0     | Cavalier            |
| 20  | DEL  | Gleofilo Vlijter       | 17 de septiembre de 1999 (25 años) | 29   | 15    | OFK Belgrado        |
| 21  | DEL  | Jaden Montnor          | 9 de agosto de 2002 (22 años)      | 10   | 3     | Aris Limassol       |
| 25  | DEL  | Jamilhio Rigters       | 11 de noviembre de 1999 (25 años)  | 16   | 4     | Cavalier            |

### Jugadores con más participaciones
| N.º | Nombre              | Partidos | Goles | Periodo       |
| --- | ------------------- | -------- | ----- | ------------- |
| 1   | Marlon Felter       | 48       | 6     | 2004–2011     |
| 2   | Stefano Rijssel     | 36       | 14    | 2010–2019     |
| 3   | Clifton Sandvliet   | 33       | 12    | 2000–2008     |
| 4   | Germaine van Dijk   | 29       | 1     | 2006–2011     |
| 5   | Ronny Aloema        | 28       | 4     | 2008–2012     |
| 6   | Obrendo Huiswoud    | 27       | 0     | 2010–presente |
| 6   | Naldo Kwasie        | 27       | 2     | 2010–2014     |
| 8   | Ferdinand Jap A Joe | 26       | 1     | 2000–2009     |
| 8   | Emilio Limon        | 26       | 3     | 2008–2012     |
| 8   | Giovanni Waal       | 26       | 4     | 2010–2015     |

### Máximos Goleadores
| N.º | Nombre            | Goles | Partidos | Promedio | Periodo       |
| --- | ----------------- | ----- | -------- | -------- | ------------- |
| 1   | Gleofilo Vlijter  | 15    | 15       | 1.08     | 2015–presente |
| 2   | Stefano Rijssel   | 14    | 36       | 0.39     | 2010–2019     |
| 3   | Clifton Sandvliet | 12    | 33       | 0.36     | 2000–2008     |
| 4   | Nigel Hasselbaink | 8     | 9        | 0.89     | 2019–presente |
| 4   | Benny Kejansi     | 8     | 13       | 0.62     | 1996–2002     |
| 4   | Ivenzo Comvalius  | 8     | 18       | 0.44     | 2018–presente |
| 4   | Wensley Christoph | 8     | 25       | 0.32     | 2004–2010     |
| 8   | Marlon Felter     | 6     | 48       | 0.13     | 2004–2011     |
| 9   | Giovanni Drenthe  | 5     | 17       | 0.29     | 2009–2012     |
| 9   | Gordon Kinsaini   | 5     | 17       | 0.29     | 2001–2009     |

## Directores Técnicos
| - Comité técnico formado por Willem Heshusius, Flu, Amo, Langkamp, Hennekes y Ho Asjoe (1914) - Willem Heshusius (1914) - S. Mobach (1936) - Wim de Bois (1948) - André Kamperveen (1958–1960) - Henry Leewwin (1972) - Ollie Camps (1976) - Walther Braithwaite (1977) - Rob Groener (1978–79) - Armand Sahadewsing (1980) - Walther Braithwaite (1984–85) - Paul Bhagwandas (1992) - Frits Purperhart (1996) - Cyrill Bieruiet (1996) | - Ronald Kolf (2000–01) - Edgardo Baldi (2003–04) - Kenneth Jaliens (2006–08) - Wensley Bundel (2009) (interino) - Ricardo Winter (2009–10) - Kenneth Jaliens (2011) - Ricardo Winter (2012) - Kenneth Jaliens (2012) (interino) - Roberto Godeken (2013–15) - Dean Gorré (2015) - Roberto Godeken (2016–17) (interino) - Eugene Verwey (2018) - Dean Gorré (2018–21) - Stanley Menzo (2022) - Aron Winter (2022–2024) - Roberto Godeken (2024) (interino) - Stanley Menzo (2024–presente) |

## Estadísticas

### Copa Mundial de Fútbol
| Copa Mundial de Fútbol | Copa Mundial de Fútbol | Copa Mundial de Fútbol | Copa Mundial de Fútbol | Copa Mundial de Fútbol | Copa Mundial de Fútbol | Copa Mundial de Fútbol | Copa Mundial de Fútbol |
| Año                    | Ronda                  | J                      | G                      | E                      | P                      | GF                     | GC                     |
| ---------------------- | ---------------------- | ---------------------- | ---------------------- | ---------------------- | ---------------------- | ---------------------- | ---------------------- |
| 1930                   | No participó           | No participó           | No participó           | No participó           | No participó           | No participó           | No participó           |
| 1934                   | No participó           | No participó           | No participó           | No participó           | No participó           | No participó           | No participó           |
| 1938                   | Se retiró              | Se retiró              | Se retiró              | Se retiró              | Se retiró              | Se retiró              | Se retiró              |
| 1950                   | No participó           | No participó           | No participó           | No participó           | No participó           | No participó           | No participó           |
| 1954                   | No participó           | No participó           | No participó           | No participó           | No participó           | No participó           | No participó           |
| 1958                   | No participó           | No participó           | No participó           | No participó           | No participó           | No participó           | No participó           |
| 1962                   | No clasificó           | No clasificó           | No clasificó           | No clasificó           | No clasificó           | No clasificó           | No clasificó           |
| 1966                   | No clasificó           | No clasificó           | No clasificó           | No clasificó           | No clasificó           | No clasificó           | No clasificó           |
| 1970                   | No clasificó           | No clasificó           | No clasificó           | No clasificó           | No clasificó           | No clasificó           | No clasificó           |
| 1974                   | No clasificó           | No clasificó           | No clasificó           | No clasificó           | No clasificó           | No clasificó           | No clasificó           |
| 1978                   | No clasificó           | No clasificó           | No clasificó           | No clasificó           | No clasificó           | No clasificó           | No clasificó           |
| 1982                   | No clasificó           | No clasificó           | No clasificó           | No clasificó           | No clasificó           | No clasificó           | No clasificó           |
| 1986                   | No clasificó           | No clasificó           | No clasificó           | No clasificó           | No clasificó           | No clasificó           | No clasificó           |
| 1990                   | Se retiró              | Se retiró              | Se retiró              | Se retiró              | Se retiró              | Se retiró              | Se retiró              |
| 1994                   | No clasificó           | No clasificó           | No clasificó           | No clasificó           | No clasificó           | No clasificó           | No clasificó           |
| 1998                   | No clasificó           | No clasificó           | No clasificó           | No clasificó           | No clasificó           | No clasificó           | No clasificó           |
| 2002                   | No clasificó           | No clasificó           | No clasificó           | No clasificó           | No clasificó           | No clasificó           | No clasificó           |
| 2006                   | No clasificó           | No clasificó           | No clasificó           | No clasificó           | No clasificó           | No clasificó           | No clasificó           |
| 2010                   | No clasificó           | No clasificó           | No clasificó           | No clasificó           | No clasificó           | No clasificó           | No clasificó           |
| 2014                   | No clasificó           | No clasificó           | No clasificó           | No clasificó           | No clasificó           | No clasificó           | No clasificó           |
| 2018                   | No clasificó           | No clasificó           | No clasificó           | No clasificó           | No clasificó           | No clasificó           | No clasificó           |
| 2022                   | No clasificó           | No clasificó           | No clasificó           | No clasificó           | No clasificó           | No clasificó           | No clasificó           |
| 2026                   | Por disputarse         | Por disputarse         | Por disputarse         | Por disputarse         | Por disputarse         | Por disputarse         | Por disputarse         |
| 2030                   | Por disputarse         | Por disputarse         | Por disputarse         | Por disputarse         | Por disputarse         | Por disputarse         | Por disputarse         |
| 2034                   | Por disputarse         | Por disputarse         | Por disputarse         | Por disputarse         | Por disputarse         | Por disputarse         | Por disputarse         |
| Total                  | 0/22                   | -                      | -                      | -                      | -                      | -                      | -                      |

### Copa Oro de la Concacaf
| Copa Oro de la Concacaf | Copa Oro de la Concacaf | Copa Oro de la Concacaf | Copa Oro de la Concacaf | Copa Oro de la Concacaf | Copa Oro de la Concacaf | Copa Oro de la Concacaf | Copa Oro de la Concacaf |
| Año                     | Ronda                   | J                       | G                       | E                       | P                       | GF                      | GC                      |
| ----------------------- | ----------------------- | ----------------------- | ----------------------- | ----------------------- | ----------------------- | ----------------------- | ----------------------- |
| 1963                    | No participó            | No participó            | No participó            | No participó            | No participó            | No participó            | No participó            |
| 1965                    | No participó            | No participó            | No participó            | No participó            | No participó            | No participó            | No participó            |
| 1967                    | No participó            | No participó            | No participó            | No participó            | No participó            | No participó            | No participó            |
| 1969                    | No participó            | No participó            | No participó            | No participó            | No participó            | No participó            | No participó            |
| 1971                    | Se retiró               | Se retiró               | Se retiró               | Se retiró               | Se retiró               | Se retiró               | Se retiró               |
| 1973                    | No clasificó            | No clasificó            | No clasificó            | No clasificó            | No clasificó            | No clasificó            | No clasificó            |
| 1977                    | Sexto lugar             | 5                       | 0                       | 0                       | 5                       | 6                       | 17                      |
| 1981                    | No clasificó            | No clasificó            | No clasificó            | No clasificó            | No clasificó            | No clasificó            | No clasificó            |
| 1985                    | Fase de grupos          | 4                       | 0                       | 1                       | 3                       | 2                       | 9                       |
| 1989                    | No participó            | No participó            | No participó            | No participó            | No participó            | No participó            | No participó            |
| 1991                    | No clasificó            | No clasificó            | No clasificó            | No clasificó            | No clasificó            | No clasificó            | No clasificó            |
| 1993                    | Se retiró               | Se retiró               | Se retiró               | Se retiró               | Se retiró               | Se retiró               | Se retiró               |
| 1996                    | No clasificó            | No clasificó            | No clasificó            | No clasificó            | No clasificó            | No clasificó            | No clasificó            |
| 1998                    | No participó            | No participó            | No participó            | No participó            | No participó            | No participó            | No participó            |
| 2000                    | No clasificó            | No clasificó            | No clasificó            | No clasificó            | No clasificó            | No clasificó            | No clasificó            |
| 2002                    | No clasificó            | No clasificó            | No clasificó            | No clasificó            | No clasificó            | No clasificó            | No clasificó            |
| 2003                    | Se retiró               | Se retiró               | Se retiró               | Se retiró               | Se retiró               | Se retiró               | Se retiró               |
| 2005                    | No clasificó            | No clasificó            | No clasificó            | No clasificó            | No clasificó            | No clasificó            | No clasificó            |
| 2007                    | No clasificó            | No clasificó            | No clasificó            | No clasificó            | No clasificó            | No clasificó            | No clasificó            |
| 2009                    | No clasificó            | No clasificó            | No clasificó            | No clasificó            | No clasificó            | No clasificó            | No clasificó            |
| 2011                    | No clasificó            | No clasificó            | No clasificó            | No clasificó            | No clasificó            | No clasificó            | No clasificó            |
| 2013                    | No clasificó            | No clasificó            | No clasificó            | No clasificó            | No clasificó            | No clasificó            | No clasificó            |
| 2015                    | No clasificó            | No clasificó            | No clasificó            | No clasificó            | No clasificó            | No clasificó            | No clasificó            |
| 2017                    | No clasificó            | No clasificó            | No clasificó            | No clasificó            | No clasificó            | No clasificó            | No clasificó            |
| 2019                    | No clasificó            | No clasificó            | No clasificó            | No clasificó            | No clasificó            | No clasificó            | No clasificó            |
| 2021                    | Fase de grupos          | 3                       | 1                       | 0                       | 2                       | 3                       | 5                       |
| 2023                    | No clasificó            | No clasificó            | No clasificó            | No clasificó            | No clasificó            | No clasificó            | No clasificó            |
| 2025                    | Fase de grupos          | 3                       | 0                       | 1                       | 2                       | 3                       | 6                       |
| Total                   | 4/28                    | 15                      | 1                       | 2                       | 12                      | 14                      | 37                      |

### Liga de Naciones de la Concacaf
| Liga de Naciones de la Concacaf | Liga de Naciones de la Concacaf | Liga de Naciones de la Concacaf | Liga de Naciones de la Concacaf | Liga de Naciones de la Concacaf | Liga de Naciones de la Concacaf | Liga de Naciones de la Concacaf | Liga de Naciones de la Concacaf | Liga de Naciones de la Concacaf | Liga de Naciones de la Concacaf |
| Año                             | L                               | G                               | Ronda                           | J                               | G                               | E                               | P                               | GF                              | GC                              |
| ------------------------------- | ------------------------------- | ------------------------------- | ------------------------------- | ------------------------------- | ------------------------------- | ------------------------------- | ------------------------------- | ------------------------------- | ------------------------------- |
| 2019-20                         | B                               | D                               | Primer lugar                    | 6                               | 4                               | 1                               | 1                               | 16                              | 5                               |
| 2022-23                         | A                               | A                               | Tercer lugar                    | 4                               | 0                               | 1                               | 3                               | 2                               | 9                               |
| 2023-24                         | A                               | B                               | Tercer lugar                    | 4                               | 1                               | 2                               | 1                               | 6                               | 3                               |
| 2024-25                         | A                               | A                               | Cuartos de final                | 6                               | 2                               | 1                               | 3                               | 9                               | 8                               |
| Total                           | Total                           | Total                           | 4/4                             | 20                              | 7                               | 5                               | 8                               | 33                              | 25                              |

### Copa CCCF
| Copa CCCF   | Copa CCCF    | Copa CCCF    | Copa CCCF    | Copa CCCF    | Copa CCCF    | Copa CCCF    | Copa CCCF    |
| Año         | Ronda        | J            | G            | E            | P            | GF           | GC           |
| ----------- | ------------ | ------------ | ------------ | ------------ | ------------ | ------------ | ------------ |
| 1941 - 1957 | No participó | No participó | No participó | No participó | No participó | No participó | No participó |
| 1960        | Cuarto lugar | 4            | 1            | 1            | 2            | 4            | 5            |
| 1961        | No participó | No participó | No participó | No participó | No participó | No participó | No participó |
| Total       | 1/10         | 4            | 1            | 1            | 2            | 4            | 5            |

## Torneos regionales CFU

### Copa de Naciones de la CFU
| Copa de Naciones de la CFU | Copa de Naciones de la CFU | Copa de Naciones de la CFU | Copa de Naciones de la CFU | Copa de Naciones de la CFU | Copa de Naciones de la CFU | Copa de Naciones de la CFU | Copa de Naciones de la CFU |
| Año                        | Ronda                      | J                          | G                          | E                          | P                          | GF                         | GC                         |
| -------------------------- | -------------------------- | -------------------------- | -------------------------- | -------------------------- | -------------------------- | -------------------------- | -------------------------- |
| 1978                       | Campeón                    | 7                          | 7                          | 0                          | 0                          | 17                         | 1                          |
| 1979                       | Tercer lugar               | 3                          | 1                          | 0                          | 2                          | 5                          | 4                          |
| 1981                       | No clasificó               | No clasificó               | No clasificó               | No clasificó               | No clasificó               | No clasificó               | No clasificó               |
| 1983                       | No clasificó               | No clasificó               | No clasificó               | No clasificó               | No clasificó               | No clasificó               | No clasificó               |
| 1985                       | Cuarto lugar               | 7                          | 3                          | 2                          | 2                          | 5                          | 5                          |
| 1988                       | No clasificó               | No clasificó               | No clasificó               | No clasificó               | No clasificó               | No clasificó               | No clasificó               |
| Total                      | 3/6                        | 17                         | 11                         | 2                          | 4                          | 27                         | 10                         |

### Copa del Caribe
| Copa del Caribe | Copa del Caribe | Copa del Caribe | Copa del Caribe | Copa del Caribe | Copa del Caribe | Copa del Caribe | Copa del Caribe |
| Año             | Ronda           | J               | G               | E               | P               | GF              | GC              |
| --------------- | --------------- | --------------- | --------------- | --------------- | --------------- | --------------- | --------------- |
| 1989            | No participó    | No participó    | No participó    | No participó    | No participó    | No participó    | No participó    |
| 1990            | No clasificó    | No clasificó    | No clasificó    | No clasificó    | No clasificó    | No clasificó    | No clasificó    |
| 1991            | No clasificó    | No clasificó    | No clasificó    | No clasificó    | No clasificó    | No clasificó    | No clasificó    |
| 1992            | Fase de grupos  | 3               | 0               | 1               | 2               | 2               | 6               |
| 1993            | No participó    | No participó    | No participó    | No participó    | No participó    | No participó    | No participó    |
| 1994            | Cuarto lugar    | 5               | 1               | 1               | 3               | 5               | 8               |
| 1995            | No clasificó    | No clasificó    | No clasificó    | No clasificó    | No clasificó    | No clasificó    | No clasificó    |
| 1996            | Cuarto lugar    | 5               | 1               | 2               | 2               | 5               | 10              |
| 1997            | No participó    | No participó    | No participó    | No participó    | No participó    | No participó    | No participó    |
| 1998            | No clasificó    | No clasificó    | No clasificó    | No clasificó    | No clasificó    | No clasificó    | No clasificó    |
| 1999            | No clasificó    | No clasificó    | No clasificó    | No clasificó    | No clasificó    | No clasificó    | No clasificó    |
| 2001            | Fase de grupos  | 3               | 0               | 1               | 2               | 4               | 9               |
| 2005            | No clasificó    | No clasificó    | No clasificó    | No clasificó    | No clasificó    | No clasificó    | No clasificó    |
| 2007            | No clasificó    | No clasificó    | No clasificó    | No clasificó    | No clasificó    | No clasificó    | No clasificó    |
| 2008            | No participó    | No participó    | No participó    | No participó    | No participó    | No participó    | No participó    |
| 2010            | No clasificó    | No clasificó    | No clasificó    | No clasificó    | No clasificó    | No clasificó    | No clasificó    |
| 2012            | No clasificó    | No clasificó    | No clasificó    | No clasificó    | No clasificó    | No clasificó    | No clasificó    |
| 2014            | No clasificó    | No clasificó    | No clasificó    | No clasificó    | No clasificó    | No clasificó    | No clasificó    |
| 2016            | No clasificó    | No clasificó    | No clasificó    | No clasificó    | No clasificó    | No clasificó    | No clasificó    |
| Total           | 4/19            | 16              | 2               | 5               | 9               | 16              | 33              |

#### Torneo ABCS
| Torneo ABCS | Torneo ABCS  | Torneo ABCS  | Torneo ABCS  | Torneo ABCS  | Torneo ABCS  | Torneo ABCS  | Torneo ABCS  |
| Año         | Ronda        | J            | G            | E            | P            | GF           | GC           |
| ----------- | ------------ | ------------ | ------------ | ------------ | ------------ | ------------ | ------------ |
| 2010        | Campeón      | 2            | 1            | 1            | 0            | 6            | 4            |
| 2011        | Tercer lugar | 2            | 1            | 1            | 0            | 2            | 0            |
| 2012        | Subcampeón   | 2            | 1            | 0            | 1            | 8            | 1            |
| 2013        | Campeón      | 2            | 2            | 0            | 0            | 5            | 1            |
| 2015        | Campeón      | 2            | 2            | 0            | 0            | 4            | 0            |
| 2021        | No participó | No participó | No participó | No participó | No participó | No participó | No participó |
| Total       | 5/6          | 10           | 7            | 2            | 1            | 25           | 6            |